# Hybosida lucida
Hybosida lucida is een spinnensoort uit de familie Palpimanidae. De soort komt voor in de Seychellen.